# Drumul spre soare
Drumul spre soare este un film din 1956 regizat de Andrzej Wajda.